# حاجي أباد (خلخال)
حاجي أباد هي قرية في مقاطعة خلخال، إيران. عدد سكان هذه القرية هو 139 في سنة 2006.